# Казале (Торино)
Казале је насеље у Италији у округу Торино, региону Пијемонт.
Према процени из 2011. у насељу је живело 109 становника. Насеље се налази на надморској висини од 360 м.